# Wilhelm Kijak
Wilhelm Kijak war ein deutscher Landrat.

## Leben und Wirken
Über die Biographie von Kijak ist nur sehr wenig bekannt. Er legte am 22. Februar 1939 die große Staatsprüfung ab.
Mit Wirkung vom 1. November 1942 wurde er als Landrat im Landkreis Zielenzig im Regierungsbezirk Frankfurt der preußischen Provinz Brandenburg eingesetzt.